# Sinbad and the Eye of the Tiger
Sinbad and the Eye of the Tiger is een fantasyfilm uit 1977 geregisseerd door Sam Wanamaker en met stop-motion-effecten van Ray Harryhausen. In de film spelen Patrick Wayne, Taryn Power, Margaret Whiting, Jane Seymour en Patrick Troughton. Het is de derde en laatste Sinbad-film uitgebracht door Columbia Pictures.

## Verhaal
Sinbad moet de tot baviaan betoverde prins Kassim naar het land van de Ademaspai brengen. Samen met zijn bemanning en de zus van de prins, prinses Farah trekt hij eropuit. Er is haast geboden want de prins moet weer terugveranderen in een mens voordat zijn kroning plaatsvindt. Hij ondervindt nogal wat tegenslag op zijn reis. Zo moet hij strijd leveren met de kwaadaardige heks Zenobia, haar zoon en de toverkracht die ze gebruiken. Tijdens zijn reis komt hij in aanraking met allerlei vreemde agressieve wezens.

## Rolverdeling
- Patrick Wayne - Sinbad
- Jane Seymour - Prinses Farah
- Patrick Troughton - Melanthius
- Taryn Power - Dione
- Margaret Whiting - Zenobia
- Kurt Christian - Rafi
- Nadim Sawalha - Hassan
- Bruno Barnabe - Balsora
- Bernard Kay - Zabid
- Salami Coker - Maroof
- David Sterne - Aboo-Seer
- Damien Thomas - Prins Kassim

### Creaturen
- Pierre Mattocks - Prins Kassim als baviaan (onvermeld)
- Peter Mayhew - Minoton (mechanische minotaurus) (onvermeld)
- Ghouls
- Wesp (door magie vergroot)
- Troglodiet (reusachtige holbewoner)
- Smilodon